# Kivijärvi (sjö i Finland, Södra Österbotten)
Kivijärvi är en sjö i Finland. Den ligger i kommunen Etseri i landskapet Södra Österbotten, i den centrala delen av landet, 280 km norr om huvudstaden Helsingfors. Kivijärvi ligger 173,6 meter över havet. Den är 4,1 meter djup. Arean är 4,25 kvadratkilometer och strandlinjen är 21,56 kilometer lång. Sjön  ingår i Kumo älvs huvudavrinningsområde.   I omgivningarna runt Kivijärvi växer i huvudsak blandskog.
I övrigt finns följande i Kivijärvi:
- Likokallio (en ö)
- Pajusaari (en ö)
- Rajasaari (en ö)
- Potkusaari (en ö)
- Haukkasaari (en ö)
- Veitsisaari (en ö)
- Malmisaari (en ö)
- Lehmisaari (en ö)
- Tulussaari (en ö)
- Akkosaari (en ö)
- Nuottisaari (en ö)

I övrigt finns följande vid Kivijärvi:
- Pemujärvi (en sjö)